# Fredensborg (1743)
Fredensborg var en fregatt som seglade som slavskepp på triangelrutten mellan Västeuropa, Västafrika och Nordamerika och förliste utanför Arendal i Norge 1768.
Fartyget byggdes 1753 i Köpenhamn för det danska västindiska kompaniet och fick namnet Cron Prindz Christian  efter den blivande kungen Christian VII. Den första resan gick från Köpenhamn 1954 till Guinea och Jamaica samt via Saint Thomas tillbaka till Danmark 1756. Efter ett ägarbyte samma år döptes fartyget om till Fredensborg efter ett danskt fort på Danska Guldkusten.

## Den sista resan
Fredensborg lämnade Köpenhamn den 19 juni 1767 med en last av krut och brännvin. Det tvingades ankra upp utanför Arendal på grund av dåligt väder och fortsatte seglatsen den 16 juli. Efter 103 dygns seglats ankom fartyget till Fort Christiansborg i Ghana den 1 oktober. Lasten lossades, men avfärden västerut försenades på grund av brist på slavar. Under uppehållet dog fartygets kapten och flera ur besättningen. Den 23  april 1768 avseglade Fredensborg äntligen mot Danska Västindien med 265 slavar ombord. Hon ankom till Saint Croix den 9 juli samma år och avseglade åter mot Europa den 14 september med en last av socker, tobak, bomull och trä.
På hemvägen tvingade dåligt väder  fartyget in till Sandefjord. En vecka senare seglade hon vidare mot Köpenhamn, men ett nytt oväder slog till och den 1 december 1768 forliste fartyget utanför Tromøya. Besättningen, passagerarna och två afrikanska slavar räddades i land liksom  fartygets loggbok och andra papper.
Fartygets kapten Johan Frantzen Ferentz beskriver händelsen i ett brev till rederiet dagen efter och lägger skulden på lotsen ombord. Han hoppas att Fredensborg skall kunna bärgas och ber om pengar till vinterkläder åt de räddade.

## Skeppsvraket
Det första spåren av vraket upptäcktes i augusti 1974 av några norska amatördykare. Fyndplatsen undersöktes av Norsk Sjøfartsmuseum 1974–1975 och av Aust-Agder-Museet 1977 och flera föremål bärgades. Arbetet dokumenterades med hjälp av fotografier. Flera av fynden har ställts ut i Ghana och i Saint Croix i Västindien, som del av ett Unescoprojekt om slavtransporterna.
År 1996 placerades ett minnesmärke över Fredensborg på Tromøya.